# 1942–1943-as magyar jégkorongbajnokság
A 7. első osztályú jégkorong bajnokság mérkőzéseit 1942. december 1. és 1943. március 31. között rendezték meg.
Az 1942–1943-as szezonról nem maradt fenn túl sok adat. Mindössze a döntőben játszott meccsek végeredményei ismeretesek.

## Döntő
|    | Csapat             | M | GY | D | V | GK   | Pont |
| -- | ------------------ | - | -- | - | - | ---- | ---- |
| 1. | BBTE               | 3 | 3  | 0 | 0 | 12–5 | 6    |
| 2. | Marosvásárhelyi SE | 3 | 1  | 1 | 1 | 13–7 | 3    |
| 3. | BKE                | 3 | 1  | 1 | 1 | 4–4  | 3    |
| 4. | Kolozsvári KE      | 3 | 0  | 0 | 3 | 1–14 | 0    |

## A bajnokság végeredménye
1. Budapesti Budai TE

2. Marosvásárhelyi SE

3. Budapesti Korcsolyázó Egylet

4. Kolozsvári KE

## A Budapesti Budai TE bajnokcsapata
Barcza Miklós, Dengl János, Fenessy László, Grozdics László, Háray Béla, Helmeczi Frigyes, Reiner Béla, Rendi János, Szamosi Ferenc

## Külső hivatkozások
- a Magyar Jégkorong Szövetség hivatalos honlapja